# Théodérade
Théodérade, Théodrade ou Théodrate est une reine des Francs, par son mariage avec le roi robertien Eudes.

## Biographie
Elle n'est connue que par une unique charte de son mari, datée du 21 mai 891 ou 892, confirmant les possessions du monastère de Saint-Vaast,.
Eudes devient comte de Paris en 883, marquis de Neustrie en 886, puis roi de France en 888, puis meurt en 898.

## Enfants
- Wido, ou Guy : En 889, Eudes fait allusion à sa postérité, forcément légitime, qui correspond probablement à Wido. Il n'est cité par une charte rédigée le 28 août 903 à Redon par le duc Alain Ier de Bretagne, mais cet acte est probablement faux, ce qui peut mettre en doute l'historicité de Wido[3].
- Arnoul, mort peu après son père, cité par Adémar de Chabannes[1].